# Eugène Rouché
Eugène Rouché (Sommières, 18 de agosto de 1832 — Lunel, 19 de agosto de 1910) foi um matemático francês.

## Carreira
Graduado em 1852 pela École Polytechnique. Foi professor de matemática do Lycée Charlemagne da École Centrale de Paris. É conhecido pelo teorema de Rouché em análise complexa, que publicou no periódico de sua alma mater em 1862, e pelo teorema de Rouché-Capelli da álgebra linear.

## Obras
- Éléments d'algèbre à l'usage des candidats au baccalauréat ès sciences et aux écoles spéciales (Paris: Mallet-Bachelier, 1857)
- Leçons nouvelles de trigonométrie rectiligne et sphérique con L. Lacour (Paris: V. Dalmont, 1857)
- Mémoire sur la série de Lagrange (Paris: Impr. impériale, 1866)
- Eléments de géométrie descriptive (Paris: Delagrave, 1875)
- Éléments de statique graphique (Paris: Baudry, 1889)
- Traité de géométrie con Charles de Camberousse (Paris: Gautier-Villars, 1891)
- Coupe des pierres; précédée des Principes du trait de stéréotomie (Paris: Baudry, 1893)
- Analyse infinitésimale à l'usage des ingénieurs (t. 1) con Lucien Lévy (Paris: Gauthiers-Villars, 1900)
- Analyse infinitésimale à l'usage des ingénieurs (t. 2) con Lucien Lévy (Paris: Gauthiers-Villars, 1900)